# インフロニア・ホールディングス
インフロニア・ホールディングス株式会社（英：INFRONEER Holdings Inc.）は、東京都千代田区に本社を置く総合インフラサービス企業。前田建設工業株式会社、前田道路株式会社、株式会社前田製作所、日本風力開発株式会社などを傘下に持つ持株会社である。

## 概要
前田建設工業は前田製作所を連結子会社としてきたが、関連会社であった前田道路を2020年3月に株式公開買付けにより連結子会社とした。2021年2月、親会社となった前田建設工業と、子会社である前田道路及び前田製作所は、共同株式移転により新たに共同持株会社を設立して経営統合することで基本合意。2021年10月1日に株式移転が実施され、設立された。

## 沿革
- 2021年（令和3年）10月1日 - 前田建設工業株式会社、前田道路株式会社及び株式会社前田製作所の3社が、共同株式移転により共同持株会社となるインフロニア・ホールディングス株式会社を設立。東京証券取引所市場第一部にテクニカル上場。
- 2024年（令和6年）1月31日 - 日本風力開発株式会社を完全子会社化[4]。